# Остров Скрыплёва
О́стров Скрыплёва — остров в заливе Петра Великого Японского моря.

## География
Остров Скрыплёва лежит при входе в пролив Босфор Восточный со стороны Уссурийского залива в 3 км к югу от Владивостока (полуострова Басаргина) и в 1,5 км к северо-востоку от полуострова Житкова на острове Русский.
Протяжённость острова с северо-запада на юго-восток составляет 0,33 км. Наибольшая ширина 0,18 км. Общая площадь 0,0385 км². Максимальная высота над уровнем моря 45,6 м. В рельефе острова выделяются два района — северная коса и южное плато, с трёх сторон окружённое скалистым обрывом. С севера побережье острова занимают галечные пляжи. С юга, востока и запада высокие берега круто обрываются к морю отвесными скалами. На юге имеется небольшой пляж. На северной оконечности косы и всего острова находится полузамытая грунтом ржавая баржа. Также на косе есть указатель направлений и расстояний до городов. Там, где начинается подъём к возвышенной части острова, располагается полуразваленная казарма. На возвышенности находится здание маяка, а также жилые и хозяйственные постройки. На острове постоянно находятся несколько человек — смотрители маяка. Деревьев на острове нет, распространена лишь трава и кустарнички. Хотя мощность почвенного слоя на острове невелика, тем не менее обрабатывается небольшой огород. Раньше маячники держали корову, а сено возили на лодке с острова Русский. Вода для технических нужд собирается с крыш строений с помощью водосточных труб. Раз в месяц на остров приходит служебный катер. Для экстренных случаев имеется собственная моторная лодка. Также в распоряжении жителей острова имеется один автомобиль. Протяжённость грунтовых дорог на острове составляет 0,35 км, из них длина главной автодороги от причала до маяка 0,27 км.
В настоящее время территория острова и близлежащая акватория находится под охраной.

## История
Остров назван именем К. Г. Скрыплёва — командира корвета «Новик», проводившего гидрографические исследования в заливе Петра Великого в 1862 году. На острове находится самый старый маяк, заложенный ещё в 1865 году, служащий надёжным ориентиром для всех судов и ставший одной из визитных карточек Владивостока. При маяке имеется радиомаяк и наутофон. Неофициальное название острова в профессиональной среде моряков — «Кочка».